# Microplástico
Los microplásticos son piezas microscópicas de plástico que contaminan el medio ambiente. Aunque aún se debate a partir de qué tamaño puede considerarse microplásticos, la Administración Nacional Oceánica y Atmosférica (NOAA) utiliza el parámetro de menos de 5 mm de diámetro para clasificarlos. Estos provienen de una gran variedad de fuentes, incluidos los cosméticos, ropa, artículos de pesca, desechos plásticos de uso cotidiano y procesos industriales.
Dos clasificaciones de microplásticos existen actualmente: microplásticos primarios, los cuales son fabricados específicamente para ser utilizados en productos; y microplásticos secundarios, los cuales derivan del proceso de deterioro de desechos plásticos más grandes, como las partes de plástico macroscópicas que conforman la Isla de basura del Pacífico. Se ha demostrado que los dos tipos de microplásticos permanecen en el medioambiente en altas concentraciones, particularmente en ecosistemas marinos y lacustres.
Debido a que no se biodegrada y solo se desintegra en partes más pequeñas, estos microplásticos terminan siendo absorbidos o ingeridos por muchos organismos, alojándose en sus cuerpos, tejidos y después de su muerte por intoxicación, al no poder diferenciar entre sí es su alimento marino, incrementándose el problema, entre aves marinas, peces, escualos, mamíferos acuáticos, como una ballena varada que murió a causa de la ingesta de plástico. El ciclo completo y movimiento de los microplásticos en el medioambiente aún no se conoce por completo, pero es un tema que actualmente se está investigando. También continúan siendo investigadas las posibles consecuencias de estos microplásticos que terminan alojados en el cuerpo humano, que han sido encontrados en algunos alimentos provenientes del mar, como la sal, el agua embotellada y la del grifo.

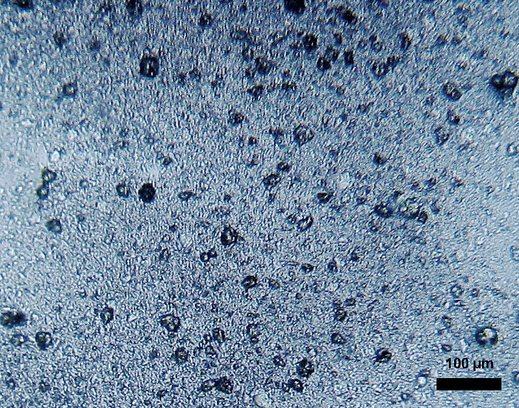
Microesferas de polietileno en pasta de dientes

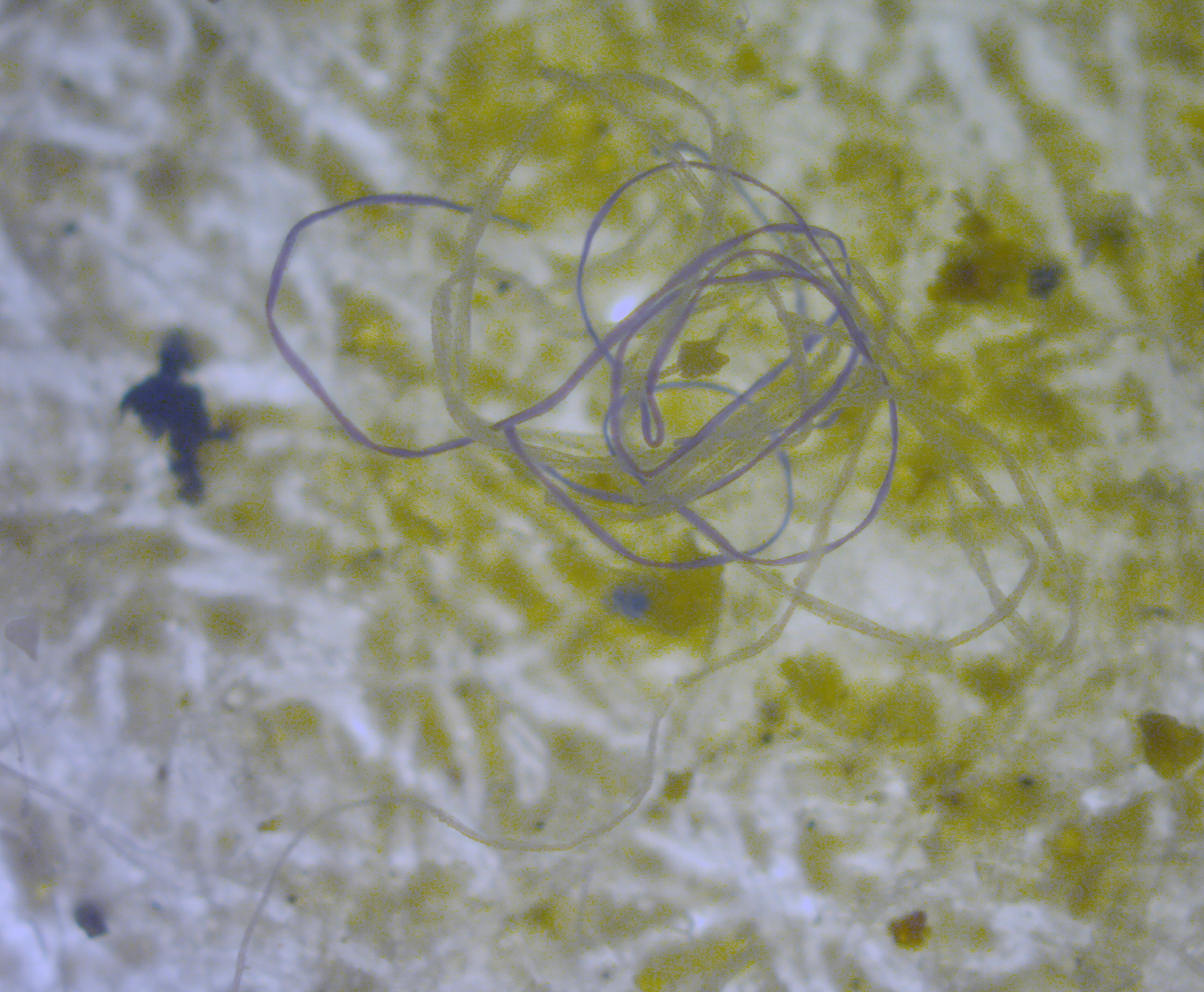
Fibras Microplásticas identificadas en el ambiente marino

## Clasificación

### Microplásticos primarios
Los microplásticos primarios son fabricados específicamente para ser utilizados en productos. Se utilizan generalmente como limpiadores faciales y cosméticos.[cita requerida] En algunos casos, han sido utilizados en la medicina como vector farmacológico.

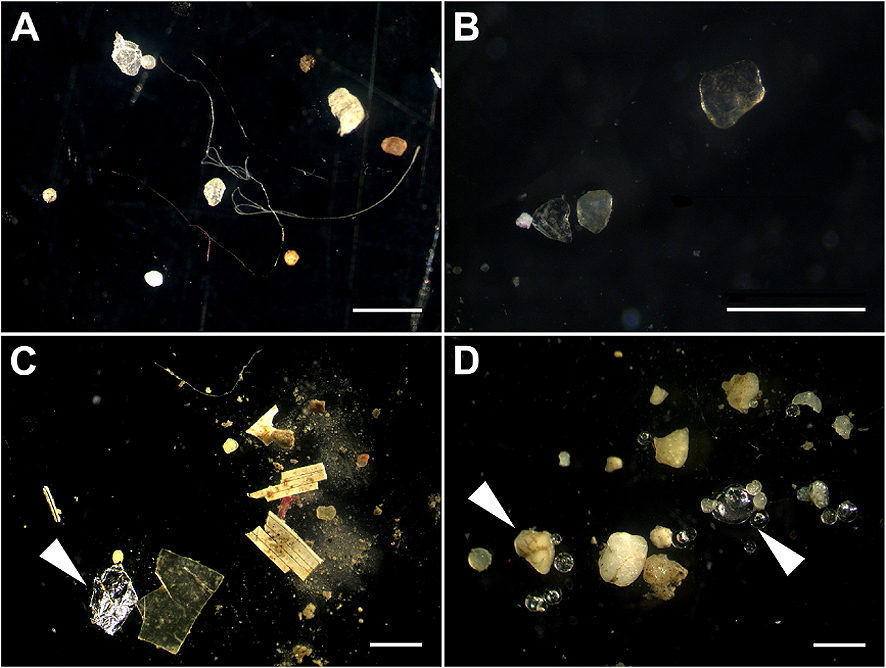
Microplásticos en sedimentos de ríos

### Microplásticos secundarios
Los microplásticos secundarios se derivan del proceso de deterioro de desechos plásticos más grandes, como las partes de plástico macroscópicas que conforman la Isla de basura del Pacífico. Con el tiempo, las propiedades físicas, biológicas, incluyendo la fotodegradación causada por la exposición al sol, puede reducir la integridad estructural de los desechos plásticos a un tamaño que es finalmente indetectable a simple vista. Este proceso de descomposición de material plástico grande en pedazos mucho más pequeños se conoce como fragmentación.[cita requerida]

## Microplásticos en el agua
Los microplásticos en el ecosistema marino han incrementado descomunalmente en los últimos años debido al exceso de desechos humanos y la poca conciencia de reciclar y depositar la basura en lugares especiales aun tomando en cuenta de que todo desecho termina en lagos, ríos y mares del mundo. Se han registrado diferentes tamaños, colores, composiciones químicas que incluyen fibras, fragmentos, gránulos, escamas, espumas, láminas.
El  manejo incorrecto de los residuos a lo largo de los años ha provocado el deterioro de la vida de los plásticos ocasionando así que se vayan partiendo y reduciendo de tamaño al punto de llegar a tamaños microscópicos de tal forma que se van incorporando al agua que bebemos día a día de una forma imperceptible para el ser humano.El tamaño aproximado de los microplásticos varía de los 5 mm tomando un tamaño nanométrico. 
El problema actual de los microplásticos en el agua ha llegado a tal punto que se han encontrado en una placenta humana dando a entender que no solo está en el agua sino que el plástico está llegando a los alimentos que se consumen diariamente incrementando aun más el riesgo de intoxicación por plástico.Los plásticos llegan a las membranas celulares por su diminuto tamaño. El organismo, además de llegar al cuerpo por consumo, puede llegar por inhalación, o por vía cutánea.
Se han pensado diferentes formas de afrontar este problema actual y aunque se puede pensar que ya es demasiado tarde como para limpiar las aguas de microplásticos, existe el método de la filtración que consiste en pasar el agua por un filtro reteniendo la basura y dejando pasar la corriente de agua pero con el problema de que no todos cuentan con un filtro de agua en casa debido a que este problema afecta a todas las personas de todas las clases sociales.

### Plantas de tratamiento de aguas residuales
El tratamiento de aguas residuales de plantas, también conocidos como plantas de tratamiento de aguas residuales, retiran los contaminantes de las aguas residuales, principalmente de las aguas residuales de los hogares, utilizando diversos procesos biológicos físicos, químicos. En la etapa principal del tratamiento, se emplean procesos físicos para eliminar aceites, arena y otros sólidos grandes utilizando filtros, clarificadores convencionales y tanques de sedimentación. El tratamiento secundario utiliza procesos biológicos que implican bacterias y protozoos para descomponer la materia orgánica.[cita requerida]

### Neumáticos de vehículos rodados
El desgaste de los neumáticos contribuye de manera significativa al flujo de plásticos en el medio ambiente.
Ya que estos se parten en partes más pequeñas que viajan tanto por aire, tierra y agua.

### Industria cosmética
Algunas empresas han reemplazado ingredientes naturales exfoliantes con microplásticos, por lo general en forma de "microperlas" o "micro-exfolia". Estos productos están compuestos típicamente de polietileno, un componente común de plástico, pero también pueden ser fabricados a partir de polipropileno, tereftalato de polietileno, y nailon.

### Ropa
También en la ropa. Tejidos sintéticos como poliamida, nailon, poliéster o acrílico liberan en cada lavado y dichas microfibras no son  filtradas ni por las lavadoras ni por las depuradoras de agua. Estos son unos de los problemas con la contaminación causada por la Moda rápida.
La contaminación por microfibras plásticas producida por el lavado doméstico y comercial de textiles sintéticos es la principal fuente (hasta un 90%) de microplásticos primarios en los océanos, esto según diversos investigadores y literatura científica. Por otro lado, la cantidad de microfibras liberadas depende de la composición de la prenda, del hilado de la misma y de la temperatura del agua de lavado. Otro factor a considerar es que según un estudio publicado en el año 2019, la liberación de microfibras disminuye con la cantidad de lavados sucesivos, siendo significativamente menor luego del cuarto o quinto lavado.

### Botellas de plástico
En un estudio, el 93% del agua embotellada de 11 marcas diferentes mostró contaminación microplástica. Los investigadores encontraron un promedio de 325 partículas microplásticas por litro. De las marcas probadas, las botellas Nestlé Pure Life y Gerolsteiner contenían la mayor cantidad de microplásticos con 930 y 807 partículas microplásticas por litro (MPP / L), respectivamente. Los productos de San Pellegrino mostraron la menor cantidad de densidades microplásticas. En comparación con el agua de los grifos, el agua de las botellas de plástico contenía el doble de microplástico. Parte de la contaminación probablemente proviene del proceso de embotellado y envasado del agua. 

## Efectos en los seres humanos

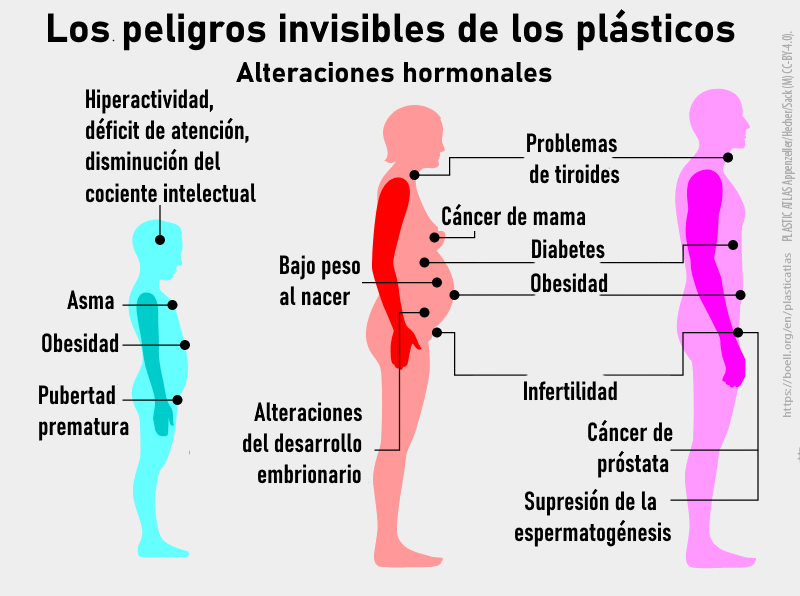
Peligros hormonales del contacto diario con el plástico

Al ingerirse, las partículas de menos de 2,5 μm pueden ingresar al tracto gastrointestinal a través de la endocitosis por células M  de las placas de Peyer. Las células M transportan partículas del lumen intestinal a los tejidos linfoides mucosos o mediante el transporte paracelular. La toxicidad resultante se produce a través de la inflamación debido a la naturaleza persistente de los microplásticos, así como a sus propiedades únicas, como la hidrofobicidad y la composición química y un efecto acumulativo que depende de la dosis.
Se constata la presencia de nanoplásticos y microplásticos en el aparato respiratorio humano y aún está por demostrar su relación con patologías respiratorias concretas.
Un estudio publicado en la revista Nature Medicine reveló un aumento en la concentración de microplásticos en cadáveres en el período que va de 1997 a 2024, con niveles especialmente altos en el cerebro, hasta 30 veces mayores que en hígado o riñón. Los investigadores, liderados por Matthew J. Campbell, observaron un incremento progresivo al analizar muestras de tejido cerebral lo que atribuyen a una mayor exposición ambiental. El estudio sugiere que los microplásticos llegan al cerebro incrustados en la grasa dietética y no flotando libremente en la sangre. Aunque no se hallaron mayores concentraciones en adultos mayores respecto a jóvenes, lo que sugiere que el cuerpo podría eliminarlos con el tiempo, sí se detectaron niveles más altos en cerebros de personas con demencia. Sin embargo, los autores advierten que esta correlación no implica causalidad.
Expertos como Eva Jiménez-Guri consideran lógico que el plástico se acumule en el cerebro por su alto contenido graso, mientras que otros, como Roberto Rosal, plantean dudas sobre la posible contaminación de las muestras en el laboratorio. Estudios previos en peces y ratones han mostrado que los microplásticos pueden inducir daños oxidativos y formar coágulos en el cerebro, pero su impacto en humanos sigue siendo incierto.

## Políticas y legislación
En respuesta a la concientización de los efectos perjudiciales de los microplásticos en el planeta, se ha incentivado la eliminación y prohibición de estos fragmentos de plástico en varios productos. Estas iniciativas reguladoras específicas buscan tratar el impacto de los microplásticos primarios o secundarios. Hoy en día se ha logrado prohibir el uso de microperlas en los productos de cuidado personal, como los exfoliantes y la crema dental. De manera voluntaria, la industria cosmética también ha apoyado esta iniciativa con el objetivo de limitar la dispersión de microplásticos en el medio ambiente y fomentar prácticas más sostenibles.

### Estados Unidos
En los EE. UU., algunos estados han tomado medidas para mitigar los efectos ambientales negativos de microplásticos. Illinois fue el primer estado de EE. UU. para prohibir cosméticos que contienen microplásticos, además de varios estados planteando medidas similares. 

### Japón
El 15 de junio de 2018, el gobierno japonés aprobó un proyecto de ley con el objetivo de reducir la producción y la contaminación microplástica, sobre todo en los ambientes acuáticos.